# Onze-Lieve-Vrouw-van-de-Rozenkranskapel (Stein)

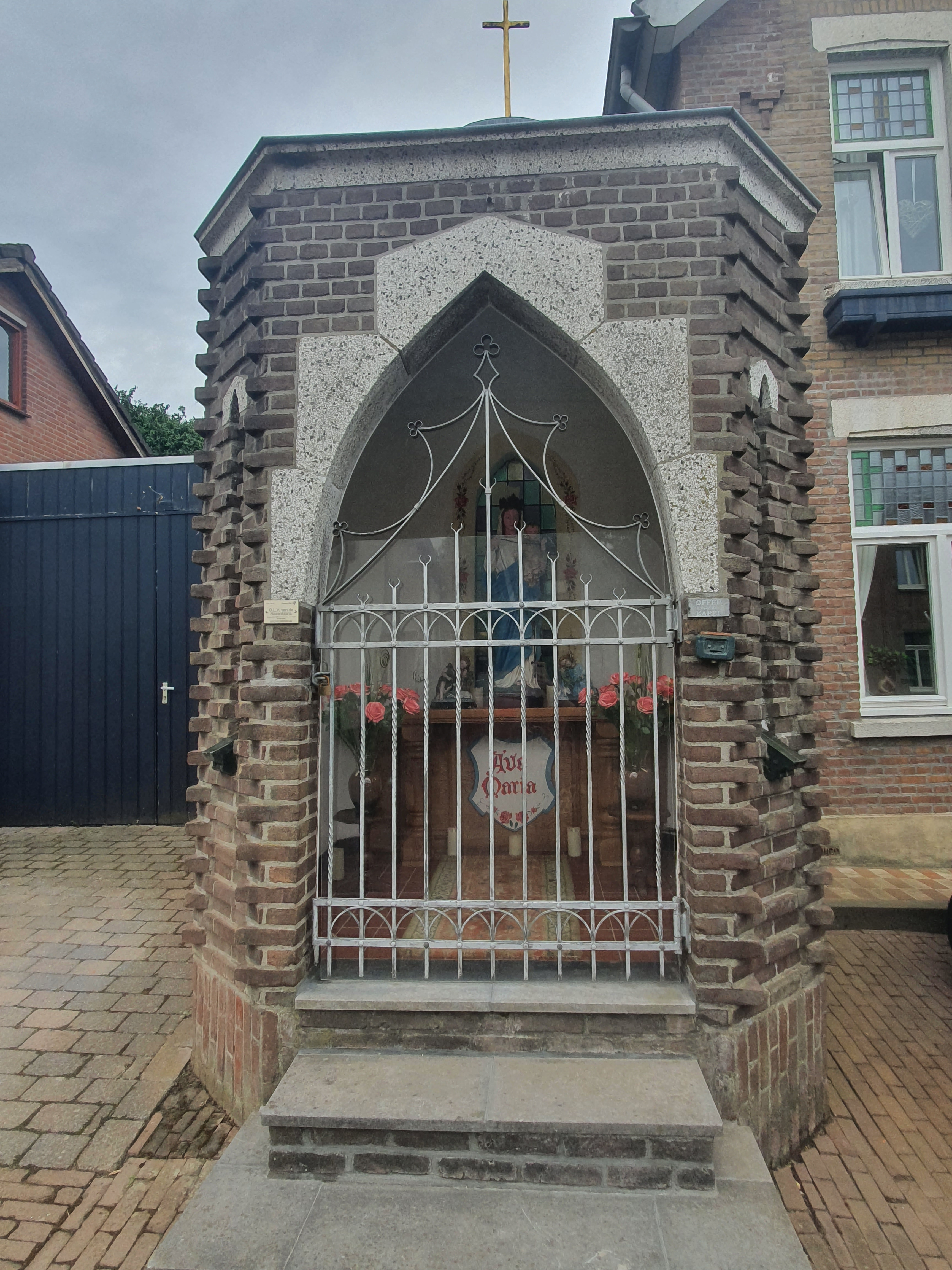
De Onze-Lieve-Vrouw-van-de-Rozenkranskapel

De Onze-Lieve-Vrouw-van-de-Rozenkranskapel is een kapel in Stein in de Nederlands Zuid-Limburgse gemeente Stein. De kapel staat aan de Kelderstraat in het westen van Stein. Schuin tegenover de kapel staat een zwerfsteen die de Taterstein wordt genoemd.
De kapel is gewijd aan Maria, specifiek aan Onze-Lieve-Vrouw van de Heilige Rozenkrans.

## Geschiedenis
In 1929 werd de kapel iets verderop gebouwd om een oudere kapel uit de 18e eeuw te vervangen. Deze oudere kapel werd de capella omtrent de Taterstein genoemd en moest plaats maken voor nieuwbouw van huizen. De naam van deze oude kapel verwijst naar een nabijgelegen zwerfsteen.
In 1986 werd de kapel gerestaureerd.

## Bouwwerk
De bakstenen kapel in veldbrandsteen is gebouwd op een achthoekig plattegrond als gevolg van afgeschuinde hoeken en wordt gedekt door een licht bollend dak. Op het dak staat een ronde dakruiter met daarop een kruis. In de schuine zijgevels aan de voorzijde is een zeer smal spitsboogvenster aangebracht, in de zijgevels een smal spitsboogvenster en in de achtergevel een iets breder spitsboogvenster. De vensters bevatten glas-in-lood met gekleurde ruitjes en worden aan de bovenzijde bekroond met een steen van gespikkeld terrazzo. In de frontgevel bevindt zich de spitsboogvormige toegang die wordt afgesloten door een hoog smeedijzeren hek. Ook de boog is uitgevoerd in terrazzo.
Van binnen is de kapel wit gepleisterd en tegen de achterwand is het altaar geplaatst. Op het altaar staat een Mariabeeld dat een gekroonde Maria toont met op haar linkerarm het kindje Jezus, terwijl ze een rozenkrans draagt in haar rechterhand, terwijl ze staat op een wolkachtige ondergrond.